# Marie Odile Bonkoungou Balima
Marie Odile Bonkoungou (* 15. Dezember 1961 als Marie Odile Balima) ist eine Politikerin und Diplomatin der Republik Burkina Faso.
Sie ist verheiratet und hat zwei Kinder.

## Studien
- 1981–1985 Rechtswissenschaftliche Fakultät, Universität Ouagadougou: Master des Wirtschaftsrechts.
- 1985–1987 École nationale d’administration et de magistrature (Burkina Faso), Ouagadougou: Diplom Öffentliche Verwaltung.
- Diplom in Zyklus A, Allgemeine Verwaltungsoption an der School of Law und National School of Administration and Judiciary erhalten.
- Studium Öffentliche Verwaltung und Personalwesen am Institut international d'administration publique in Paris.
- Management-Training an der École nationale d'administration publique in Quebec.

## Werdegang
Am 1. April 1987 trat sie in den öffentlichen Dienst von Burkina Faso:
Von 1989 bis 1990 war sie Direktorin für Karrieremanagement im Ministerium für öffentlichen Dienst.
Von 1990 bis 1992 war sie Forscherin und Abteilungsleiterin im Ministerium für öffentlichen Dienst.
Von 1992 bis 1998 war sie Generaldirektorin des öffentlichen Dienstes.
Von 1998 bis 2001 war sie Generalinspekteurin der Dienste des Ministeriums für den öffentlichen Dienst und institutionelle Entwicklung.
Von 2000 bis 2002 war sie Mitglied im Aufsichtsrat der École normale supérieure de Koudougou (ENSK).
Von 2001 bis 2002 saß sie dem Verwaltungsrat der École Nationale de l'Administration et de la Magistrature vor.
Von 2005 bis 2006 war sie Ministermitglied der Bildungsministerkonferenz für die französischsprachigen Länder Conférence des ministres de l'éducation des paysayantle français en partage (CONFEMEN).
Von 2005 bis 2011 war sie Ministermitglied der Association for the Development of Education in Africa.
Von 2009 bis 2011 war sie Ministermitglied des Board of Directors der Education for All-Fast Track Initiative (EFA-FTI).
Von 2001 bis 2002 war sie stellvertretende Generalsekretärin der Regierung und des Ministerrates.
Von 2002 bis 2005 war sie Generalsekretärin der Regierung und des Ministerrates.
Von 2005 bis 2011 war sie Ministerin für Grundbildung und Alphabetisierung.
2011 war sie Ministerin für nationale Bildung und Alphabetisierung.
Sie wurde am 24. Februar 2012 in Berlin, am 5. Juli 2013 in Kiew und 12. Februar 2014 in Warschau als außerordentliche und bevollmächtigte Botschafterin von Burkina Faso akkreditiert.

## Orden
- Kommandant des Ordre des Palmes Académiques
- Offizier der Nationalen Ordnung – 2003
- Kommandant der Nationalen Ordnung – 2010[1]